# Ictidosuchops
Ictidosuchops es un género extinto de terápsidos terocéfalos carnívoros.